# Јетрењаче
Јетрењаче (лат. Hepaticae, Marchantiophyta) представљају класу биљака из раздела маховина. Већина јетрењача живи на влажним стаништима и стога испољавају хигроморфну грађу. Ретке су врсте које насељавају изразито сува станишта. Уопште узето Hepaticae имају улогу у саставу криптогамских биљних заједница. Врсте ове класе имају дорзовентралну грађу гаметофита, тј. код њега је горња страна другачије изграђена од доње. Код нижих облика он се састоји из пузећег талуса, а код виших је рашчлањен на стабаоце и листиће. Бесполна генерација, коју сачињава спорогон, има дршку и чауру.

## Класификација

### 
Представници овог реда са једноставно грађеним талусом, који имају или облик розете и живе на земљи (нпр. Sphaerocarpus) или је талус усправан и подсећа на набрана крила (пр. Riella, живи у води). Инрересантно је да је код реда Sphaerocarpusa први пут пронађен један полни хромозом, а овај ред се користи као огледна биљка у генетици.
Представници овог реда имају релативно добро диференциран талус. Талус је пузећи, дихотомо разгранат, и има дорзивентралну грађу. На горњој страни талуса, епидермис има кутикулу скоро непропустљиву за воду, испод које се налазе већи интерцелуларни простори, тзв. ваздушне коморице. Са доње стране талуса су ризоиди и нарочите љуспе - амфигастрије. Антеридије и архегоније се налазе одвојено једна од друге на површини талуса, или на различитим индивидуама. У већини случајева спорогон се састоји из кратке дршке и чауре. Најпознатији представник овог реда је Marchamtia polymorpha.
Гаметофит маршанције се састоји од самог талуса и на њему образованх полних органа (антеридије и архегоније), док је спорофит представљен само спорогоном. Према овоме, гаметофит је главна, доминирајућа генерација.
Представници овог реда имају усправно стабаоце без ризоида и три реда једнаких листића. У Европи се појављују врсте рода Haplomitrium.
Претежно тропске биљке, које живе на земљи или на стаблима, а понекад и на листовима шумских биљака. Већином је тело рашчлањено на више-мање полегло, разгранато, дорзовентрално стабаоце и једнослојне листиће, који су поређани у два реда на бочним странама стабаоцета. У стабаоцету нема проводног ткива. Познати су родови: Pellia, Blasia, Metzgeria и други.
Овај ред обухвата мали број калцифобних врста, са талусом једноставне грађе, величине од свега неколико центиметара (нпр. Anthoceros laevis).

## Галерија
- Sphaerocarpus - пример представника који живи на земљи
- Звездаста јетрењача (Marchantia Polymorpha) - најпознатији представник реда Marchantiales
- Pelia - познат род реда Jungermaniales